# Château ducal d'Aisey-sur-Seine
Le château ducal d'Aisey-sur-Seine est un ancien château ruiné du XIIe siècle, situé à Aisey-sur-Seine, dans le département français de la Côte-d'Or.

## Localisation
Les vestiges de l'ancien château des Ducs de Bourgogne se situent à Aisey-sur-Seine au lieu-dit La barque entre la N 71 et la D 29, non loin de leur croisement.

## Historique
Probablement construit au XIIe siècle, il est doté d’artillerie par Jean-sans-Peur en 1419. Pendant la guerre de Cent Ans sa prospérité attisent les convoitises des compagnies anglaises qui le rançonne sous menace de détruire le village. Le pont qui enjambe la Seine pour y accéder aurait alors pris le nom de pont des Troubles. Le château est détruit vers 1700 par Perruchon du Fay et ses matériaux sont réutilisés pour la construction du château de Tavannes.

## Architecture
Une gravure de Claude Chastillon de 1610 représente le château avec quatre bâtiments autour d'une cour carrée avec des tours rondes aux quatre angles. La façade principale dirigée vers le sud est percée d'une tour-porche avec porte charretière. À sa gauche, à l'étage, le chœur de la chapelle s'ouvre sur la façade est par une baie gothique. Sur l'Atlas des routes de 1759, il se présente toujours toujours comme un bâtiment carré cantonné de tours rondes et entouré de douves reliées par un canal à la Seine. 
Les vestiges actuels confirment ces représentations sur une plate-forme carrée de 35 mètres de côté. A l'est, enfouies dans les taillis, les maçonneries du château sont conservées sur plus de deux mètres de hauteur. La tour nord-est est en moyen appareil à l'extérieur et en moellons à l'intérieur. Le rez-de-chaussée, préservé jusqu'à mi-hauteur, est percé de trois archères. Le fossé inondable est réduit à une fausse braie large de trois à cinq mètres au pied des courtines.[réf. souhaitée]
À 900 m au sud, les ducs avaient entièrement clos de murs un vaste parc de 200 hectares qu'ils avaient peuplé de gibier de divers. À la fin du XIXe siècle, on y trouvait encore les vestiges d'une fauconnerie et les ruines d'une chapelle.